# The Magnetic Fields
Para el álbum del artista francés Jean-Michel Jarre, véase Les Chants magnétiques.
The Magnetic Fields es una banda estadounidense de Boston encabezada por el compositor y cantante Stephin Merritt. El nombre de la banda se puso en referencia a la novela de André Breton Les Champs Magnétiques. Los álbumes lanzados por Merritt bajo el nombre de The Magnetic Fields se les puede definir como un Synth Pop con reminiscencias ochenteras y bonitas letras, comúnmente sobre amor, a veces irónicas, a veces tristes, otras más festivas. Mientras que en los álbumes The Wayward Bus y Distant Plastic Trees predomina la voz de Susan Anway, en el resto de los álbumes los temas son cantados principalmente por el propio Merritt.
La banda comienza como un proyecto de estudio Merritt, con Merritt tocando todos los instrumentos. Con la ayuda de su amiga Claudia Gonson, quien participó junto con Merritt en la banda The Zinnias durante la escuela, juntaron la banda en Boston que era donde Merritt y Gonson vivían para tocar las composiciones de Merritt. La primera presentación en vivo fue en el "TT the Bear’s Place" en Boston en 1991, donde tocaron para una escasa audiencia que esperaba ver a Galaxie 500. La presentación no sonó como en las grabaciones, que tenían un sonido más representativo de lo que la banda era, pero con el tiempo ambos sonidos han llegado a converger.
Su álbum más aclamado y popular hasta la fecha es el álbum triple 69 Love Songs. En él Merritt exhibe su habilidad como compositor en unos poco ortodoxos arreglos musicales (que incluye instrumentos como el ukelele, banjo, acordeón, violonchelo, mandolina, piano, flauta, xilófono, y varios instrumentos de percusión, además de los usuales sintetizadores, guitarras y efectos). El álbum también incluye a los vocalistas invitados Shirley Simms, Dudley Klute, LD Beghtol y la integrante Claudia Gonson— cada uno de estos canta en seis canciones y en los coros de otros temas— además Daniel Handler (alias Lemony Snicket) en el acordeón, y el colaborador habitual Christopher Ewen (de Future Bible Heros) como invitado en los arreglos.
El álbum i continua con el interés de Merritt por los álbumes conceptuales, con cada uno de los títulos de los 14 temas comenzando con la letra “I”. Según los créditos del álbum, este fue hecho sin sintetizadores. En el año 2008 publicaron su trabajo Distortion, que se basó en un sonido mucho más ruidoso que el de sus antecesores. El 25 de enero de 2010 salió a la venta la continuación de este álbum, Realism (Nonesuch). Aquí The Magnetic Fields suena mucho más acústico que de costumbre y con un sonido bien folkie. A pesar de que no es uno de sus mejores discos, encuentran en los instrumentos acústicos la forma de imprimirle ese sello propio a todas las melodías y eso ya las vuelve, por lo menos, interesantes.

## Miembros
- Stephin Merritt
- Claudia Gonson, percusión, piano y voces (además de mánager).
- Sam Davol, violonchelo.
- John Woo, banjo y guitarra.

## Discografía
- 1991: Distant Plastic Trees.
- 1992: The Wayward Bus.
- 1992: The House of Tomorrow (EP).
- 1994: Holiday.
- 1994: The Charm of the Highway Strip.
- 1995: Get Lost.
- 1999: 69 Love Songs.
- 2004: i.
- 2008: Distortion.
  1. "Three-Way".
  2. "California Girls".
  3. "Old Fools".
  4. "Mr. Mistletoe".
  5. "Please Stop Dancing".
  6. "Drive On, Driver".
  7. "Too Drunk to Dream".
  8. "Till the Bitter End".
  9. "I'll Dream Alone".
  10. "The Nun's Litany".
  11. "Zombie Boy".
  12. "Courtesans".

- 2010: Realism (Nonesuch).[2]
  1. "You Must Be Out of Your Mind".
  2. "Interlude".
  3. "We Are Having A Hootenanny".
  4. "I Don't Know What to Say".
  5. "The Dolls' Tea Party".
  6. "Everything Is One Big Christmas Tree".
  7. "Walk a Lonely Road".
  8. "Always Already Gone".
  9. "Seduced and Abandoned".
  10. "Better Things".
  11. "Painted Flower".
  12. "The Dada Polka".
  13. "From a Sinking Boat".

- 2012: Love at the Bottom of the Sea.
- 2018: 50 Song Memoir.
- 2020: Quickies.